# سنغ تشارك (قلعة أصغر)
سنغ تشارك (بالفارسية: سنگ چارک) هي قرية تقع في إيران في ناحية لاله زار. يقدر عدد سكانها بـ 68 نسمة بحسب إحصاء 2016.